# Supíkovice
Supíkovice (německy Saubsdorf, polsky Supikowice) jsou obec, která se nachází v okrese Jeseník v Olomouckém kraji. Žije zde 623 obyvatel.
Obec Supíkovice sousedí na severu s obcí Velké Kunětice, na západě s obcí Stará Červená Voda, na jihu s obcemi Česká Ves a Písečná a na východě s obcí Hradec-Nová Ves. Od okresního města Jeseník je vzdálena 9 km a od krajského města Olomouc 79 km.

## Název
Na vesnici bylo přeneseno původní pojmenování jejích obyvatel Šupíkovici, které bylo odvozeno od osobního jména Šupík a znamenalo „Šupíkovi lidé“. České jméno bylo přejato do němčiny s několika postupnými úpravami, až se od začátku 16. století ustálil tvar Saubsdorf. Od 14. do 19. století bylo písemně zaznamenáváno jen německé jméno, teprve koncem 19. století bylo obnoveno české Supíkovice. V první části německého jména bylo mylně spatřováno přídavné jméno saub(er) – „čistý“, proto po druhé světové válce bylo navrženo vesnici přejmenovat na Čistá.

## Historie
První písemná zmínka o vesnice pochází z roku 1284, kdy je zmiňována jako Supicovici a patřila vratislavskému biskupství. Supíkovice vznikly kolonizací a byly pojmenovány patrně po svém lokátorovi Supíkovi nebo Šupíkovi. Německý název Saubsdorf vznikl postupným komolením původního Supikowitz, Supigisdorf.
Jak naznačuje existence dnes zaniklé vodní tvrze, bylo zde ve 14. až 16. století sídlo samostatného statku. Již před rokem 1353 byl majitelem Mikuláš Čambory z Kečerdorfu, od nějž Supíkovic téhož roku získali Albert a Jindřich Cruze (patrně z rodu Krušinů z Lichtenburka). Ti i další majitelé (1400–1420 Mikuláš, 1428 Konrád) se titulovali "ze Supíkovic". Anna ze Supíkovic, jeptiška u dominikánek v Ratiboři, přenechala roku 1435 Supíkovice svému ujci Hansovi von der Leipa/Leippe. Patrně jeho stejnojmenný syn pak prodal roku 1484 ves Markétě, vdově po Václavovi Bavorovi z Holovous († 1462). Markéta se znovu provdala za Jiříka Girka von Arnsdorf, Supíkovice však přenechala roku 1498 synům z prvního manželství Janu († 1524) a Jiřímu († 1514) Bavorům z Holovous; Supíkovice držel od roku 1512 Jiří a po něm jeho syn Kryštof. Ten postoupil roku 1573 Supíkovice svým synům Achillovi, Samsonovi a Kryštofovi ml. Bavorům z Holovous. Roku 1574 si Achilles a Kryštof ml. ves rozdělili: Achilles měl Dolní dvůr a dolní část vsi, Kryštof ml. Horní dvůr a horní část vsi.
Roku 1580 od obou bratří vratislavský biskup vesnici odkoupil a rozparceloval tzv. Horní dvůr mezi osadníky. Původně samostatná správa statku byla po třicetileté válce přenesena do Jeseníka a od té doby ves patřila k biskupskému frývaldovskému panství. Tvrz byla ještě v 18. století používána jako kněžské vězení, pak však zanikla (ještě roku 1836 je uváděna jako zřícenina) a na jejím místě vznikla kolonie Geislersfeld (Lomy). Ve vsi bylo rovněž dědičné fojtství.
Zdejší římskokatolický kostel je zmiňován poprvé roku 1651, je však nepochybně mnohem starší, jak dokazuje i zachovaný renesanční portál z 16. století. Tehdy je uváděn jako zasvěcený Neposkvrněnému početí P. Marie, již roku 1666 se však uvádí zasvěcení sv. Hedvice. Škola u něj byla již roku 1686, avšak farou spadaly Supíkovice pod Velké Kunětice. Teprve roku 1822 zde byla zřízena samostatná lokální kuracie a později fara.
Supíkovice byly zprvu zemědělskou vsí, v době před průmyslovou revolucí se obyvatelé zabývali i přadláctvím a plátenictvím, pro hospodářství obce však měl zvláštní význam zdejší mramor. Již roku 1430 se ve zprávě Itala A. Waly zmiňuje zdejší nerostné bohatství: v hoře Špičák (něm. Spitzenstein) se prý těžilo zlato a stříbro. Uvedená relace se zmiňuje i o zdejších jeskyních – jedná se o první písemnou zmínku o jeskyních na území České republiky. Lámání vápence je doloženo v 16. století; roku 1579 se zmiňují čtyři lamači kamene a dvě vápenné pece. Kámen však byl tehdy většinou v drobných pecích pálen na vápno a to pak bylo dopravováno pro stavební účely do celého Slezska. Až od 19. století, a zejména od jeho druhé poloviny, začal být kvalitní mramor těžen jako stavební kámen. V obci vznikla řada kamenických závodů zpracovávajících mramor i žulu. První z nich byla firma Hillebrand & Co. snad již kolem roku 1848, postupně jich však vzniklo několik desítek. Mramor získal díky vynikajícím vlastnostem brzy značnou pověst a Supíkovice byly označován jako „slezská Carrara“ (vzhledem k podobnosti zdejšího kamene s bílými mramory z italské Carrary). Naopak vápenictvi do počátku 20. století zaniklo.
V Supíkovicích od roku 1886 fungovala Zemská odborná škola pro mramorový průmysl (v blízké Žulové byla v témže roce zřízena škola pro zpracování žuly), po převzetí státem roku 1910 pojmenovaná Císařsko-královská odborná škola pro zpracování kamene a od roku 1918 jen „Státní“. Zanikla v lednu 1945 a její vybavení bylo po druhé světové válce převezeno z větší části do kamenické školy v Hořicích.
Už v éře tzv. "první republiky" zde byla četnická stanice.
V meziválečném období zde soupeřily o přízeň strany křesťansko-sociální, zastupující zemědělskou část zdejších obyvatel, a komunistická, již podporovali dělníci kamenických závodů. Po hospodářských problémech způsobených krizí zde vítězila Sudetoněmecká strana, ačkoli ne tak výrazně jako jinde na Jesenicku.
Po druhé světové válce, uzavření školy a odsunu většiny zdejších německých obyvatel kamenictví ztratilo na intenzitě. Těžba i zpracování byly postátněny a koncentrovány do jediného podniku, který podléhal mnohým reorganizacím a přejmenováním. Jeho nástupcem a pokračovatelem supíkovického kamenictví je společnost Slezský kámen.
Počet obyvatel poklesl asi na polovinu oproti předválečnému stavu, přesto bylo dosídlení relativně úspěšné a stabilní. Zdejší jednotné zemědělské družstvo bylo založeno již v roce 1949 a v porovnání s okolními JZD se mu dařilo lépe. Roku 1974 však bylo přičleněno k JZD Velké Kunětice.
Od 1. ledna 1976 do 23. listopadu 1990 byly k Supíkovicím připojeny Velké Kunětice a osadami Františkov a Strachovičky.
Supíkovice jsou členem Mikroregionu Zlatohorsko, svazku obcí vzniklého v roce 2001. Obec je také od roku 1993 členem Sdružení měst a obcí Jesenicka (SMOJ), které tvoří obce okresu Jeseník, a od roku 1997 členem Euroregionu Praděd.
Součástí Supíkovic je osada Lomy (toto jméno až roku 1949 nahradilo původní německé Geislersfeld či Geißlersfeld, někdy též počešťované na Geislerov), řada domků ve východním záhumení Supíkovic. Vznikla na místě bývalé vodní tvrze, Dolního dvora a ovčína roku 1780. Stavebně je od počátku se Supíkovicemi úzce spojena.

## Přírodní poměry
Geomorfologicky patří Supíkovice k provincii Česká vysočina, subprovincii krkonošsko-jesenické (sudetské), oblasti jesenické (východosudetské) na rozhraní geomorfologického celku Rychlebské hory (podcelek Sokolský hřbet) a geomorfologického celku Zlatohorská vrchovina (podcelek Bělská pahorkatina). Nejvyšším vrcholem je Křemenáč (735 metrů), dalšími jsou např. Nízká hora (552 metrů) a Velký Špičák (516 metrů).
Území Supíkovic patří do povodí Odry, resp. Kladské Nisy. U obce pramení a protéká jí potok Kunětička. Pod vrchem Křemenáč pramení rovněž stejnojmenný potok odtékající do Staré Červené Vody. Území obce pokrývá z 44,5 % zemědělská půda (35 % orná půda, 6,5 % louky a pastviny) a z téměř 46 % les.
Jižně od vesnice se nachází národní přírodní památka Na Špičáku, jejíž součástí je jeskyně Na Špičáku, ve které žije populace vrápence malého a údajně se v ní ukrýval Jan Amos Komenský. Západně od bývalé vápenky roste památný Tis u vodárny.

## Obyvatelstvo
Počet obyvatel Supíkovic podle sčítání nebo jiných úředních záznamů:
| Rok            | 1836 | 1869 | 1880 | 1890 | 1900 | 1910 | 1921 | 1930 | 1939 | 1947 | 1950 | 1961 | 1970 | 1980 | 1991 | 2001 |
| -------------- | ---- | ---- | ---- | ---- | ---- | ---- | ---- | ---- | ---- | ---- | ---- | ---- | ---- | ---- | ---- | ---- |
| Počet obyvatel | 758  | 1106 | 1255 | 1307 | 1378 | 1655 | 1540 | 1734 | 1712 | 794  | 766  | 856  | 775  | 713  | 689  | 671  |

1. ↑  z toho: 24 Čechoslováků, 1679 Němců; 1701 řím. kat., 20 evang., 1 izrael., 1 bez vyzn.
2. ↑  z toho: Supíkovice 1345, Geislersfeld (Lomy) 389
3. ↑  z toho: 632 Čechů, Moravanů a Slezanů, 26 Slováků, 4 Němců, 2 Poláci; 171 řím. kat., 1 čsl. hus., 13 evang., 420 bez vyzn.

V obci Supíkovice je evidováno 232 adres : 231 číslo popisné (trvalé objekty) a 1 číslo evidenční (dočasné či rekreační objekty). Při sčítání lidu roku 2001 zde bylo napočteno 205 domů, z toho 174 trvale obydlených.

### Církevní správa
Z hlediska římskokatolické církevní správy spadají Supíkovice do farnosti Supíkovice, která patří do děkanátu Jeseník diecéze ostravsko-opavské.
Evangeličtí věřící patří k farnímu sboru v Jeseníku. Věřící Československé církve husitské patří k náboženské obci v Jeseníku.

## Obecní správa
Správní příslušnost Supíkovic od roku 1848
- 1848 vévodství slezské, kraj opavský, Nisské knížectví, panství Frývaldov
- od 1. ledna 1850 do roku 1855 vévodství slezské, politický okres Frývaldov, soudní okres Frývaldov
- od roku 1855 do roku 1868 vévodství slezské, smíšený okres Frývaldov
- od roku 1868 do 30. listopadu 1928 vévodství slezské / země slezská, politický okres Frývaldov, soudní okres Frývaldov
- od 1. prosince 1928 do 31. ledna 1949 země moravskoslezská, politický okres Frývaldov (od 1947 Jeseník), soudní okres Frývaldov (od 1947 Jeseník)
  - kromě: od 1. října 1938 do května 1945 „sudetoněmecká území“, od 15. dubna 1939 jako říšská župa Sudety / Reichsgau Sudetenland; (od 1. května 1939) vládní obvod Opava / Regierungsbezirk Troppau; (od 20. listopadu 1938) Landkreis Freiwaldau, Amtsgericht Freiwaldau
  - od 31. května 1945 Slezská expozitura země Moravskoslezské
- od 1. ledna 1949 do 30. června 1960 Olomoucký kraj, okres Jeseník
- od 1. července 1960 do 31. prosince 1995 Severomoravský kraj, okres Šumperk
- od 1. ledna 1996 do 31. prosince 1999 Severomoravský kraj, okres Jeseník
- od 1. ledna 2000 Olomoucký kraj, okres Jeseník

## Doprava
Obcí prochází silnice II. třídy číslo 455 z Písečné směrem na Velké Kunětice a na státní hranici s Polskem.

## Školství
V obci se nachází mateřská škola a základní škola nižšího i vyššího stupně (1.–9. ročník).

## Pamětihodnosti
- Římskokatolický farní kostel svaté Hedviky, stavba ze 16. století[20]
- Šachtová vápenka z roku 1856 (kulturní památka)[21]
- Mramorový lom

## Osobnosti
- Jan Kadubec, výtvarník a spisovatel
- Petr Ševčík, fotbalista